# 莱波特迪科格莱
莱波特迪科格莱（法語：Les Portes du Coglais，法語發音：[le pɔʁt dy kɔɡlɛ]）是法国伊勒-维莱讷省的一个市镇，属于富热尔-维特雷区。该市镇于2017年由原市镇蒙图尔、科格勒和拉塞勒昂科格勒合并而成，行政中心位于蒙图尔。

## 地理
莱波特迪科格莱（48°26'37"N, 1°18'28"W）面积40.71 平方千米，位于法国布列塔尼大區伊勒-维莱讷省，该省份为法国西北部沿海省份，位于布列塔尼半岛东部，北濒大西洋，西接阿摩尔滨海省和莫尔比昂省，南至大西洋卢瓦尔省，西南端接曼恩-卢瓦尔省，东临马耶讷省，东北与芒什省接壤。
与莱波特迪科格莱接壤的市镇（或旧市镇、城区）包括：瓦勒库埃农、圣雅姆、勒费雷、波耶、勒沙特利耶、圣日耳曼昂科格勒、梅恩罗克。
莱波特迪科格莱的时区为UTC+01:00、UTC+02:00（夏令时）。

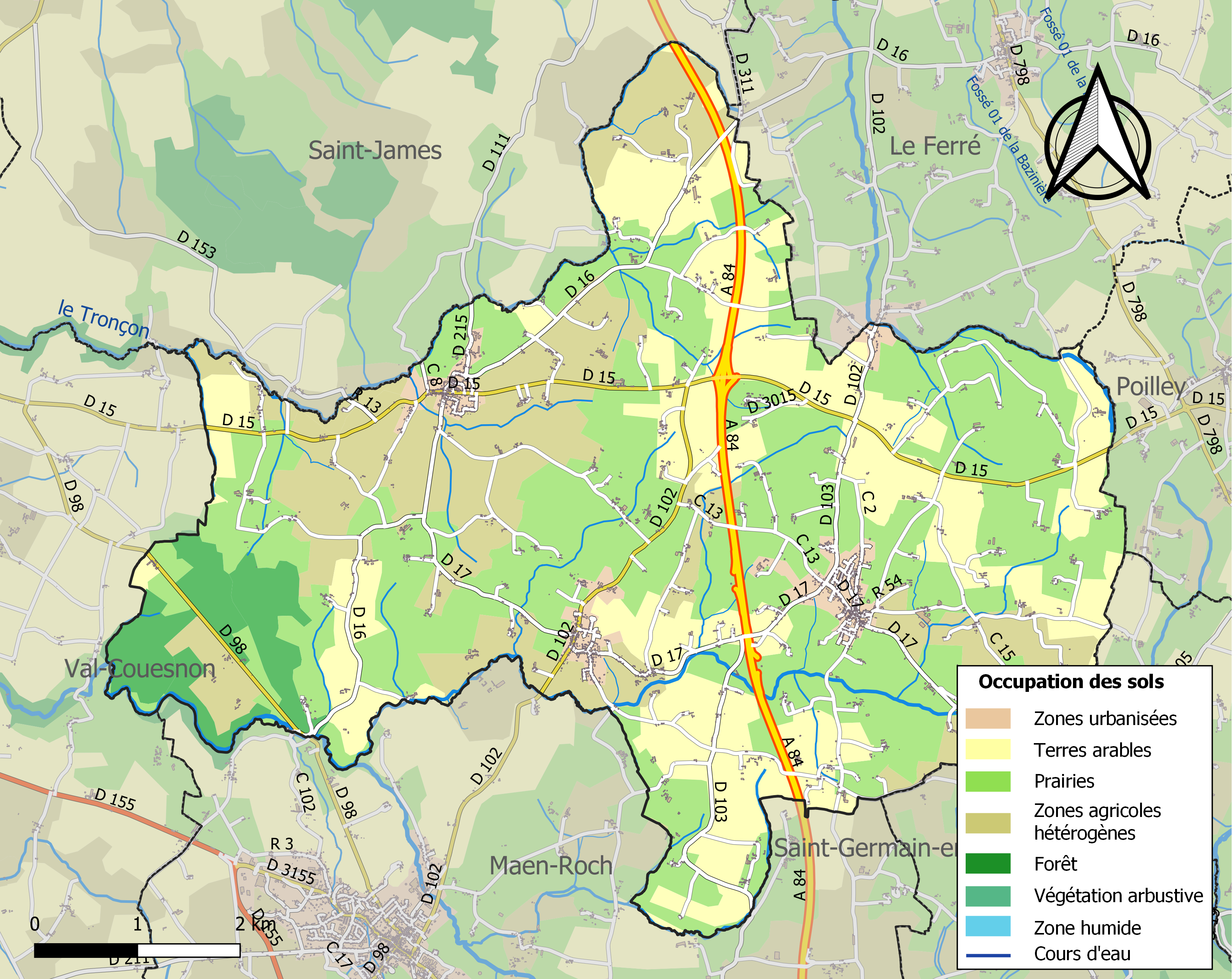
莱波特迪科格莱的OSM定位图

## 行政
莱波特迪科格莱的邮政编码为35460，INSEE市镇编码为35191。

## 政治
莱波特迪科格莱所属的省级选区为瓦勒库埃农县。

## 人口
莱波特迪科格莱于2022年1月1日时的人口数量为2235人。